# مونتيزي
مونتيزي (بالإيطالية: Montese)‏ هي بلدية في مقاطعة مودينا في إقليم إميليا رومانيا الإيطالي.

## السكان
في سنة 1861 بلغ عدد السكان 4٬920 نسمة، وتطور العدد ليصل في سنة 2011 لـ 3٬357 نسمة.
يظهر هذا المخطط البياني تطور النمو السكاني لـ مونتيزي

## أعلام
- ماكس وولف